# Нзамбічі
Нзамбічі (також званий Нзамбі) є вічним Богом Сутності, а також Матір’ю Місяця, Землі та Неба в релігії Баконго. Вона також є жіночим аналогом бога-творця Конго Нзамбі Мпунгу.
З 17 століття значення Нзамбічі, здається, зменшилося. Усні перекази того періоду стверджують, що Нзамбі Мпунгу був оточений меншими духами, включаючи Нзамбічі. Серед істориків існує консенсус, що це зведення духів природи до нижчих духів сталося через португальський вплив монотеїзму та їх уникнення «ідолів».  У той час як Нзамбічі та Нзамбі Мпунгу колись були «чудом із чудес»  . Нзамбі Мпунгу почав існувати незалежно від Нзамбічі і розглядався як верховний Бог-Творець, подібний до християнського Бога Португалії колонізатори.